# Hermosa (South Dakota)
Hermosa is een plaats (town) in de Amerikaanse staat South Dakota, en valt bestuurlijk gezien onder Custer County.

## Demografie
Bij de volkstelling in 2000 werd het aantal inwoners vastgesteld op 315.
In 2006 is het aantal inwoners door het United States Census Bureau geschat op 354, een stijging van 39 (12,4%).

## Geografie
Volgens het United States Census Bureau beslaat de plaats een oppervlakte van
1,0 km², geheel bestaande uit land. Hermosa ligt op ongeveer 1014 m boven zeeniveau.

## Plaatsen in de nabije omgeving
De onderstaande figuur toont nabijgelegen plaatsen in een straal van 28 km rond Hermosa.